# رنی گاد
رنی گاد (انگلیسی: Renee Gadd؛ ۲۲ ژوئن ۱۹۰۸ – ۲۰ ژوئیه ۲۰۰۳) یک هنرپیشه اهل بریتانیا بود.
وی بازیگر فیلم‌هایی همچون چهره سفید، خوشحال، دیوید کاپرفیلد و مرد درون آینه بوده است.